# طواف إفريقيا للدراجات 2021
طواف أفريقيا للدراجات 2021 (بالإنجليزية: 2021 UCI Africa Tour)‏ هو الموسم 17 من طواف أفريقيا للدراجات.

## السباقات
| طواف أفريقيا للدراجات | طواف أفريقيا للدراجات    | طواف أفريقيا للدراجات | طواف أفريقيا للدراجات | طواف أفريقيا للدراجات | طواف أفريقيا للدراجات |
| التاريخ               | السباق                   | الفائز                | الثاني                | الثالث                |                       |
| --------------------- | ------------------------ | --------------------- | --------------------- | --------------------- | --------------------- |
| 18 – 22 نوفمبر        | جائزة شانتال بيا الكبرى ‏ | Moise Mugisha ‏        | Lukáš Kubiš ‏          | Clovis Kamzong ‏       |                       |
| 02 – 09 مايو          | طواف رواندا              | كريستيان رودريغيز     | جيمس بيكولي           | Alex Hoehn ‏           |                       |
| 29 مايو – 06 يونيو    | طواف كاميرون ‏            | Clovis Kamzong ‏       | Yordan Andreev ‏       | Nikolay Genov ‏        |                       |
| 06 – 10 أكتوبر        | جائزة شانتال بيا الكبرى ‏ | Lukáš Kubiš ‏          | Jordi Slootjes ‏       | Clovis Kamzong ‏       |                       |